# Tashgānān
Tashgānān (persiska: Tashkānān, تشکانان, Tashtjānān, Tashkāhenān, Ţashjānān, تشگانان) är en ort i Iran.   Den ligger i provinsen Sydkhorasan, i den centrala delen av landet, 500 km öster om huvudstaden Teheran. Tashgānān ligger 668 meter över havet och antalet invånare är 233.
Terrängen runt Tashgānān är platt.  Trakten runt Tashgānān är nära nog obefolkad, med mindre än två invånare per kvadratkilometer. Närmaste större samhälle är Tabas, 16,4 km sydost om Tashgānān. Trakten runt Tashgānān är ofruktbar med lite eller ingen växtlighet.